# 帘子藤属
帘子藤属是夾竹桃科下的一个属，为木质藤本植物。该属於1837年首度被描述，共有约5种，分布于亚洲東部及东南部。

## 物种
本属包括以下物种：
- Pottsia densiflora D.J.Middleton：分佈於老撾及泰國；
- 大花帘子藤 Pottsia grandiflora Markgr.：分佈於中國的福建、廣東、廣西、湖南、雲南及浙江各省；
- 帘子藤 Pottsia laxiflora (Blume) Kuntze：分佈於中國的福建、廣東、廣西、貴州、海南、湖南、雲南及浙江各省，印度的阿薩姆邦，孟加拉，印支半島、馬來西亞西部、蘇門答臘、爪哇及巴峇島；